# Webtoon Factory
Webtoon Factory est une plateforme franco-belge payante créée par la maison d'édition de bande-dessinées Dupuis. Il s’agit de la première plate-forme européenne de webtoon(bande dessinées en ligne). Elle se démarque par son offre de webtoon qui sont étudiés par une équipe éditoriale avec un accompagnement des auteurs tout au long de la création littéraire.

## Création
Face à la popularité de ce format, et au franc succès du webtoon pendant le confinement, la maison d’édition Dupuis a lancé en 2019 son application dédiée. Ce support a obtenu un grand succès qui a incité Delcourt à lancer sa propre plateforme Verytoon. Présentée au Festival d’Angoulême en 2019, Webtoon Factory dispose d’une application mobile depuis le 15 décembre 2019.

## Fonctionnement
Webtoon Factory est la première plateforme européenne à proposer de la création de webtoons originaux. Elle compte en 2022, soixante-sept séries dans son catalogue. Par exemple, on peut retrouver comme histoire les aventures d’un barbare en quête de reconnaissance (Chronique brutale), celles d’une star internationale de la musique qui cache un lourd secret (Bff), ou encore l’histoire d’une gardienne de pierre magique qui doit sauver son peuple (Illyne).
Webtoon Factory est devenue payante en février 2021. Pour être rentable, la plateforme propose le principe du « Freemium » qui consiste à offrir les premiers épisodes afin que le lecteur découvre le style du webtoon et ensuite, s’il souhaite continuer sa lecture, il doit payer un abonnement. Il est de 2.99 euros pour 1 an ou 3.99 euros par mois en 2022. Certaines histoire sont également disponibles sur la plate-forme Izneo.
À la suite du rachat de Izneo par Média-Participations en 2022, l'application est progressivement fermée, les contenus étant migrés sur ONO. Fin 2024, elle n'était ainsi plus accessible au public par le biais des stores.

## Support
Le webtoon est une bande-dessinée numérique qui se lit essentiellement sur smartphone en faisant défiler l'histoire.

## Catalogue
Les styles d’histoires sont multiples, on y retrouve du style manga, comics ou franco-belge. Parmi les séries les plus populaires on retrouve Arena, Soma et Crapule.

## Communauté
À la suite de la création de l’application, une communauté de lecteurs s’est formée. Ils organisent également des concours. Cela se traduit par la diffusion de live sur la plateforme Twitch.